# Eleição municipal de Pelotas em 1972
A Eleição municipal de 1972 em Pelotas ocorreu em 15 de Novembro de 1972. Também no dia 15, ocorreram as eleições para renovar as 21 cadeiras da Câmara Municipal de Pelotas.

## Candidatos
Apesar de estar sob a regência da regra de sublegenda que permitia aos partidos registrarem mais de um candidato nas eleições majoritárias, ambos os partidos optaram por lançar apenas uma candidatura cada.
| Partido | Partido | Prefeito                   | Vice-Prefeito      |
| ------- | ------- | -------------------------- | ------------------ |
|         | ARENA   | Ary Alcântara              | Fuad Seilamen      |
|         | MDB     | Antonio Carapeto Fernandes | João Carlos Gastal |

## Eleições

### Prefeitura
| Turno único 15 de novembro de 1972 | Turno único 15 de novembro de 1972 | Turno único 15 de novembro de 1972 | Turno único 15 de novembro de 1972 | Turno único 15 de novembro de 1972 |
| Candidatos                         | Candidatos                         | Votos                              | %                                  | %                                  |
| ---------------------------------- | ---------------------------------- | ---------------------------------- | ---------------------------------- | ---------------------------------- |
|                                    | Ary Alcântara                      | 40.494                             | 54,8 / 100,0                       | 0,9%                               |
|                                    | Antônio Carapeto Fernandes         | 33.394                             | 45,2 / 100,0                       | 0,9%                               |
| Votos válidos                      | Votos válidos                      | 73.888                             | 100,0 / 100,0                      | —                                  |
| Votos válidos                      | Votos válidos                      | 73.888                             | 94,0 / 100,0                       | —                                  |
| Votos em branco                    | Votos em branco                    | 3.147                              | 4,0 / 100,0                        | —                                  |
| Votos nulos                        | Votos nulos                        | 1.596                              | 2,0 / 100,0                        | —                                  |
| Comparecimento                     | Comparecimento                     | 78.631                             | 100,0 / 100,0                      | —                                  |
| Comparecimento                     | Comparecimento                     | 78.631                             | 90,1 / 100,0                       | —                                  |
| Abstenções                         | Abstenções                         | 8.624                              | 9,9 / 100,0                        | —                                  |
| Eleitorado apto                    | Eleitorado apto                    | 87.255                             | 100,0 / 100,0                      | —                                  |

### Câmara Municipal

#### Resumo
|                 |                 |        |               |      |            |            |
| Partido         | Partido         | Votos  | %             | %    | Vereadores | Vereadores |
|                 | ARENA           | 40.583 | 56,5 / 100,0  | 3.2% | 12 / 21    | 1          |
|                 | MDB             | 32.080 | 43,5 / 100,0  | 3.2% | 9 / 21     | 1          |
| Votos válidos   | Votos válidos   | 73.618 | 100,0 / 100,0 | —    | —          | —          |
| Votos válidos   | Votos válidos   | 73.618 | 93,7 / 100,0  | —    | —          | —          |
| Votos em branco | Votos em branco | 3.587  | 4,6 / 100,0   | —    | —          | —          |
| Votos nulos     | Votos nulos     | 1.381  | 1,7 / 100,0   | —    | —          | —          |
| Comparecimento  | Comparecimento  | 78.631 | 100,0 / 100,0 | —    | —          | —          |
| Comparecimento  | Comparecimento  | 78.631 | 90,1 / 100,0  | —    | —          | —          |
| Abstenções      | Abstenções      | 8.624  | 9,9 / 100,0   | —    | —          | —          |
| Eleitorado apto | Eleitorado apto | 87.255 | 100,0 / 100,0 | —    | —          | —          |

#### Votação
O ícone  indica os que foram reeleitos.
|                           | ARENA                     | Votação total             | 41.583  |
| Votos em legenda          | ARENA                     | 1.090                     |         |
| Vereadores eleitos        | ARENA                     | 12 / 21                   |         |
| Vereadores eleitos        | Vereadores eleitos        | Vereadores eleitos        | Votação |
| Mansur Macluf             | Mansur Macluf             | Mansur Macluf             | 3.091   |
| Erico André Pegoraro      | Erico André Pegoraro      | Erico André Pegoraro      | 2.928   |
| Teófilo Salomão           | Teófilo Salomão           | Teófilo Salomão           | 2.913   |
| Wolney Rosa de Castro     | Wolney Rosa de Castro     | Wolney Rosa de Castro     | 2.193   |
| Paulo Lopes de Oliveira   | Paulo Lopes de Oliveira   | Paulo Lopes de Oliveira   | 1.800   |
| José Karini               | José Karini               | José Karini               | 1.745   |
| Francisco Astílio Antunes | Francisco Astílio Antunes | Francisco Astílio Antunes | 1.728   |
| Getúlio Lima              | Getúlio Lima              | Getúlio Lima              | 1.511   |
| Pedro Bachini Sobrinho    | Pedro Bachini Sobrinho    | Pedro Bachini Sobrinho    | 1.493   |
| Jader Marques Dias        | Jader Marques Dias        | Jader Marques Dias        | 1.413   |
| Elbio da Silva Abreu      | Elbio da Silva Abreu      | Elbio da Silva Abreu      | 1.381   |
| Dário Gastaud de Oliveira | Dário Gastaud de Oliveira | Dário Gastaud de Oliveira | 1.339   |

|                               | MDB                           | Votação total                 | 32.080  |
| Votos em legenda              | MDB                           | 1.887                         |         |
| Vereadores eleitos            | MDB                           | 9 / 21                        |         |
| Vereadores eleitos            | Vereadores eleitos            | Vereadores eleitos            | Votação |
| Mário Antônio Holvorcem       | Mário Antônio Holvorcem       | Mário Antônio Holvorcem       | 2.899   |
| Elberto Madruga               | Elberto Madruga               | Elberto Madruga               | 2.604   |
| Raymundo Vieira da Cunha      | Raymundo Vieira da Cunha      | Raymundo Vieira da Cunha      | 2.545   |
| Roberto da Rocha Dias         | Roberto da Rocha Dias         | Roberto da Rocha Dias         | 1.795   |
| Pedro Machado Filho           | Pedro Machado Filho           | Pedro Machado Filho           | 1.408   |
| Arion Ronaldo Ribeiro Louzada | Arion Ronaldo Ribeiro Louzada | Arion Ronaldo Ribeiro Louzada | 1.317   |
| Paulo Aci Rodrigues Teixeira  | Paulo Aci Rodrigues Teixeira  | Paulo Aci Rodrigues Teixeira  | 1.042   |
| Francisco de Paula Moraes     | Francisco de Paula Moraes     | Francisco de Paula Moraes     | 1.031   |
| Sérgio Chim dos Santos        | Sérgio Chim dos Santos        | Sérgio Chim dos Santos        | 941     |